# Soutok Odry a Olše
Soutok řek Odry a Olše (polsky Sbieg Rzek Odra i Olza) se nachází v místě Špica (Szpica) na česko-polské státní hranici poblíž polských vesnic Olza (gmina Gorzyce, okres Wodzisław) a Zabełków (gmina Krzyżanowice, okres Ratiboř) a české vesnice Kopytov (patřící pod obec Šunychl, část města Bohumín, okres Karviná).

## Úvod
Soutok řek Odra a Olše (Olza) je geograficky nejníže položeným bodem Moravskoslezského kraje s nadmořskou výškou 195 m. Soutok je pro veřejnost celoročně volně přístupný a nachází se v přírodní památce Hraniční meandry Odry. Soutok řek Odry je celoročně volně přístupný z Kopytova po Turistické stezce, cyklostezce a Naučné stezce Hraniční meandry Odry. Nachází se v zužujícím se klínu s hraničním kamenem uprostřed. Místo je také dostupné pro vodáky na vodáckém úseku Starý Bohumín – Zabełków. Z místa je dobře patrné jak se Olše vlévá zprava do Odry a Odra dále pokračuje do Polského vnitrozemí směrem k poldru Buków.

## Historický styk tří států
Soutok řek Odry a Olše se také stal po první světové válce trojmezím (Dreiländerecke, trójstyk) hranic Československa, Německa a Polska. Toto místo také připomíná Památník tří států v blízkých polských Chalupkách.

## Galerie

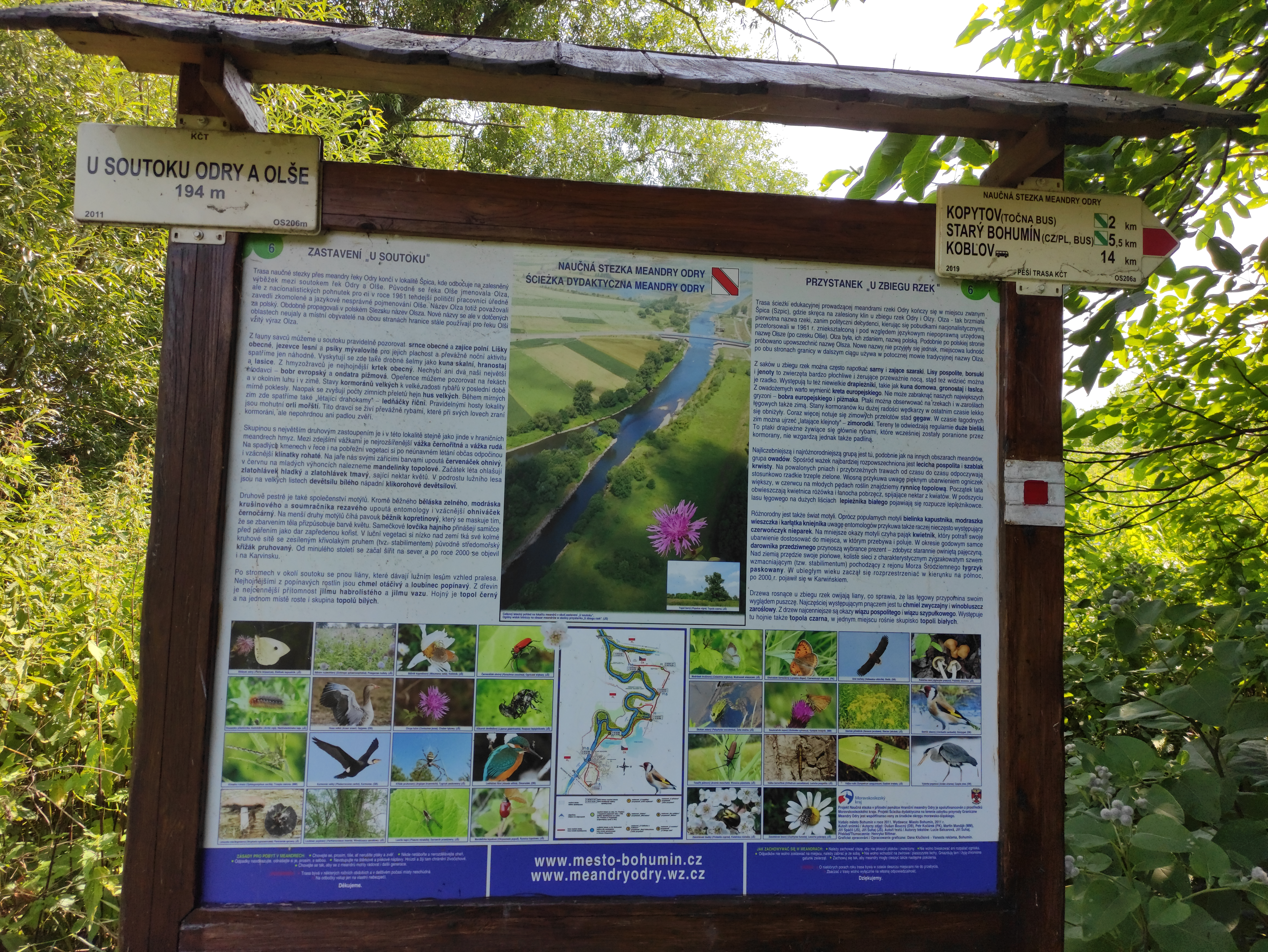
Informační tabule poblíž soutoku
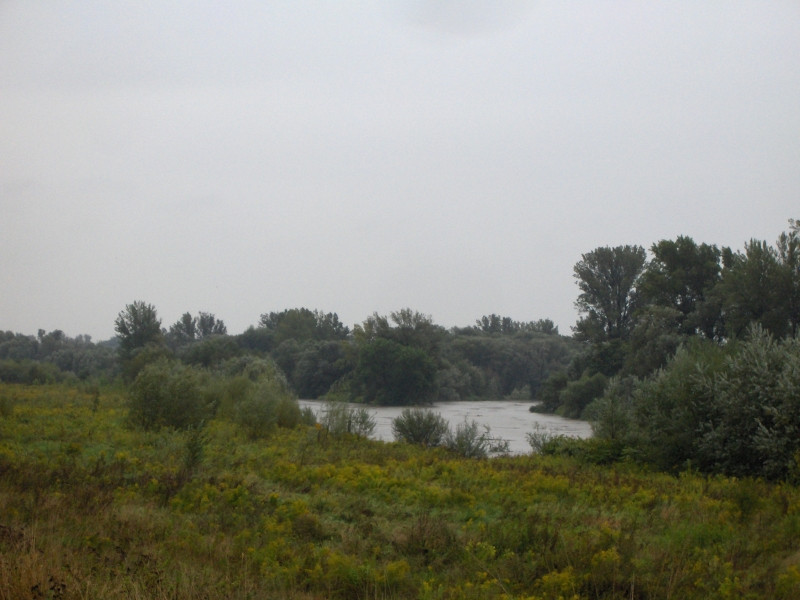
Pohled na soutok z Polska